# Мінський тракторний завод
Виробниче об'єднання «Мінський тракторний завод» (МТЗ) було засновано 29 травня 1946 року. За свою історію МТЗ виробив більше 3 млн. тракторів, з яких понад 500 тис. експортовано в більш ніж 100 країн світу. МТЗ крім тракторів виробляє широкий асортимент машин спеціального призначення для заготівлі та догляду за лісом, навантажувачі, машини для комунального господарства, для робіт у шахтах.

## Історія

### 1946—1958

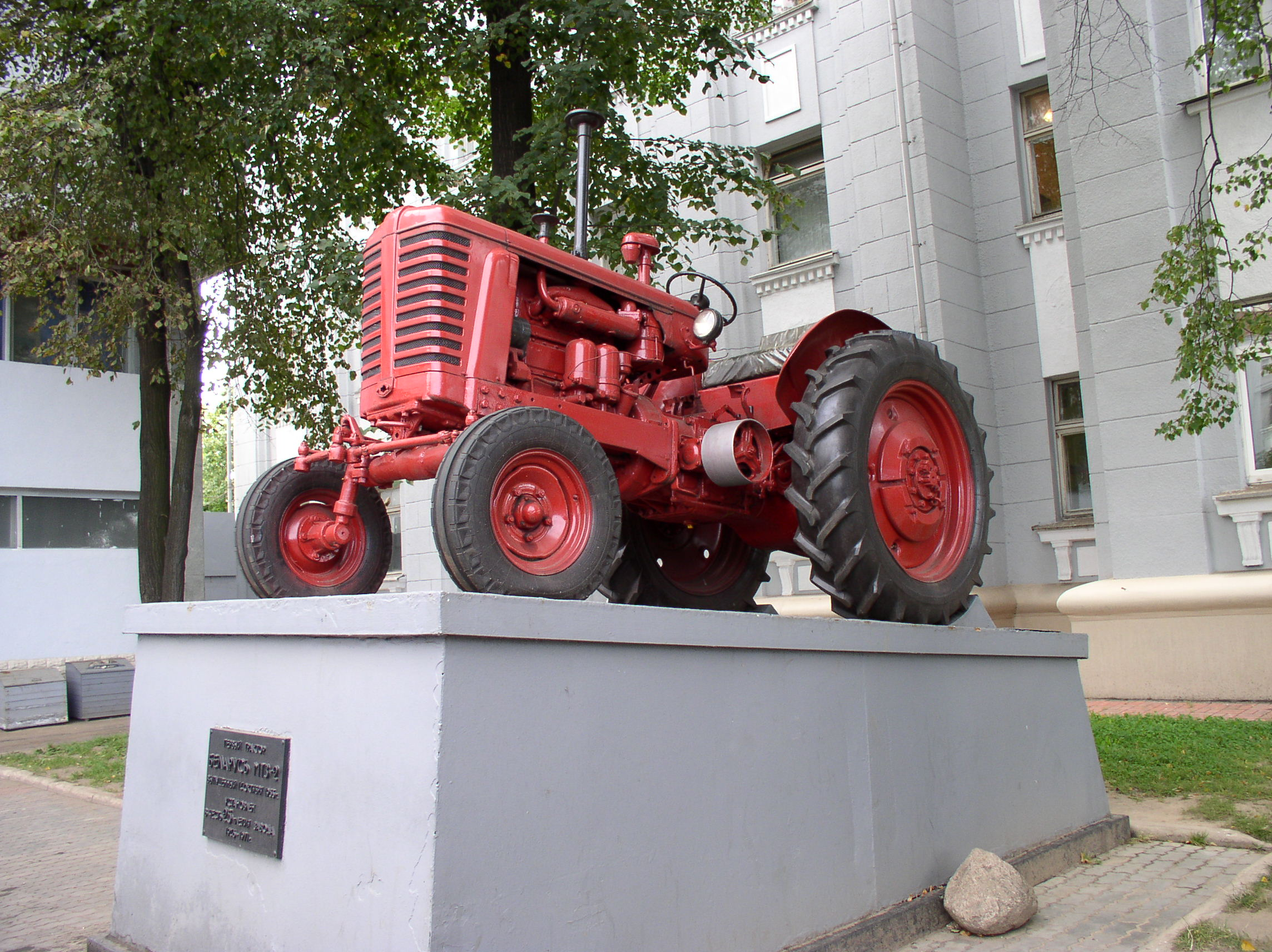
МТЗ-2

Першою продукцією заводу став пусковий двигун ПД-10.
Виробництво тракторів почалося з гусеничних машин КД-35.
1953 році розпочалося виробництво трактора МТЗ-2 на пневматичних шинах, паралельно з випуском трелювальних тракторів КТ-12.
У 1950-х роках в СРСР виникла потреба в трелювальному тракторі середньої потужності на базі КТ-12А з установкою двигуна колісного трактора «Білорусь». У 1954 році була розроблена конструкція трелювального трактора ТДТ-40. Він призначався для вивезення хлистів з лісосіки, використовувався на лісоповалі та для різних транспортних робіт в умовах бездоріжжя.
З травня 1956 року почалося серійне виробництво дизельних тракторів ТДТ-40.
1958 завод випустив свій стотисячний трактор.

### 1959—1974
З 1961 було налагоджено виробництво універсального колісного трактора МТЗ-50, згодом — МТЗ-52.
25 липня 1966 за досягнуті успіхи в роботі, створення нових конструкцій машин та впровадження передових технологій МТЗ був нагороджений орденом Леніна.
22 січня 1971 за великі успіхи у випуску тракторів, у використанні виробничих потужностей і створення конструкцій високопродуктивних тракторів колектив заводу був нагороджений орденом Жовтневої Революції.
В листопаді 1972 року з конвеєра зійшов мільйонний трактор.
З початком виробництва тракторів МТЗ-50/52 розпочався інтенсивний розвиток експорту за обсягом і географією постачання. В 1975 році експорт досяг понад 18 тисяч тракторів на рік.
У 1974 році почався серійний випуск більш потужного та високопродуктивного трактора МТЗ-80. Це наймасовіша модель трактора у світі.

### 1975—1985
Було створено виробниче об'єднання: «Мінський тракторний завод», до складу якого, крім головного підприємства увійшли:
- Завод спеціальних інструментів та технологічної оснастки;
- Вітебський завод тракторних запчастин;
- Бобруйський завод тракторних деталей і агрегатів;
- Головне спеціалізоване конструкторське бюро з універсально-просапних тракторів.

З 1978 року Мінський тракторний завод почав створення міні-техніки. Були розроблені і поставлені на виробництво мотоблоки потужністю 5, 6, 8, 12 к.с. (МТЗ-05, МТЗ-06, МТЗ-08БС, МТЗ-12), чотириколісні трактори МТЗ-082 потужністю 12 к.с. Продовжуючи роботи по вдосконаленню конструкції тракторів Білорус, в 1984 році завод поставив на виробництво 100-сильний трактор МТЗ-102.
24 березня 1984 року з головного конвеєра зійшов 2-мільйонний трактор «Білорус».
В 1985 році було виготовлено перші зразки трактора МТЗ-142 потужністю 150 к.с.

### 1986—1996

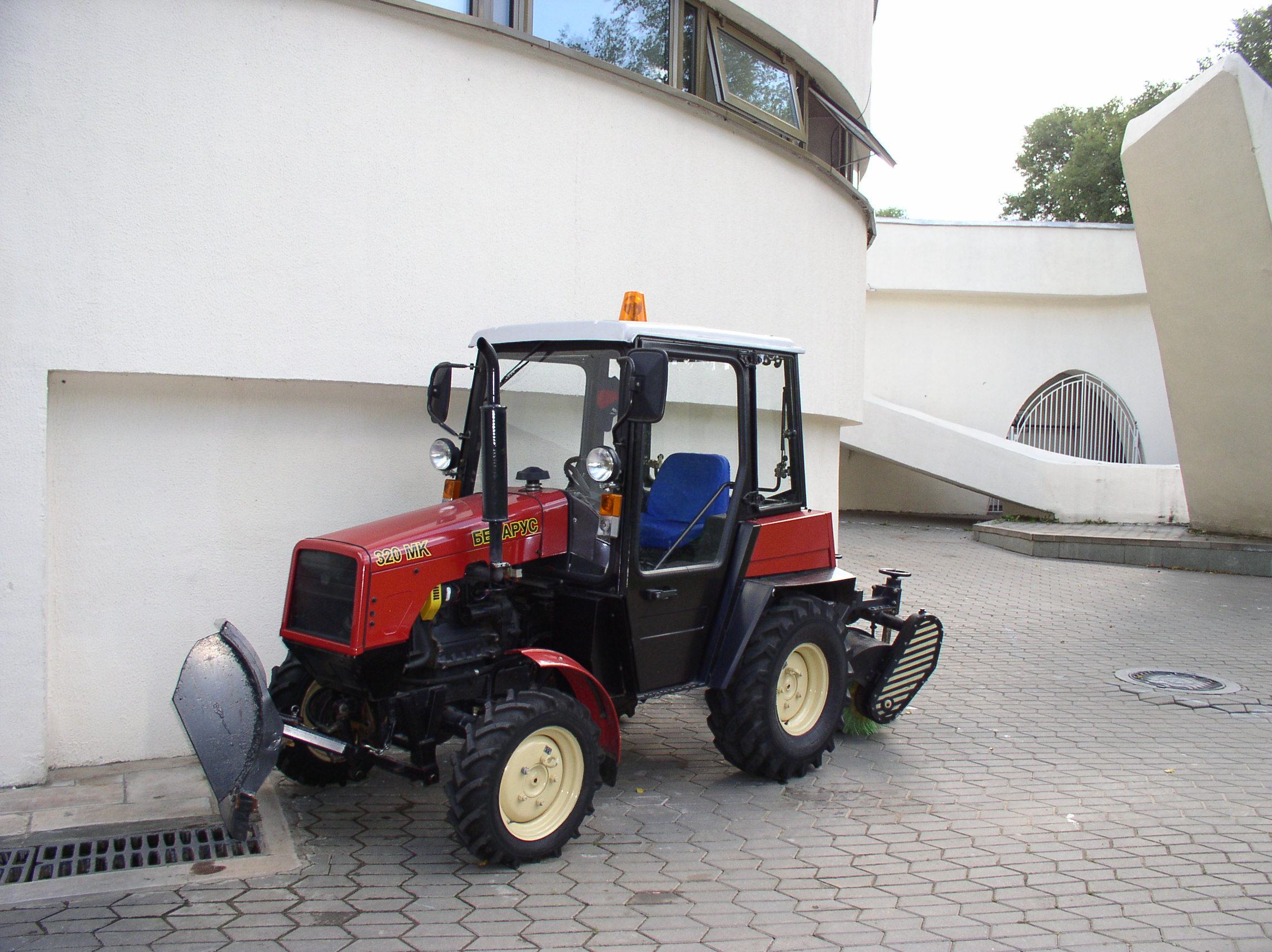
Трактор «Білорус-320 МК»

Розпочинається серійне виробництво кількох модифікацій малогабаритного трактора МТЗ-220 потужністю 22 к.с.. За створення малогабаритної техніки групі працівників заводу в 1995 році присуджено Державну премію Республіки Білорусь.
Завод освоїв виробництво нового трактора «Білорус-1221» потужністю 130 к.с., що володіє високою економічністю та продуктивністю. Перші трактори були випущені в 1994 році. На базі тракторів «Білорус», з використанням їхніх вузлів і агрегатів завод організував виробництво 15 моделей так званої альтернативної техніки: комунальні, лісозаготівельні машини, транспорт для шахт, вантажні машини.
У 1995 році завод випустив тримільйонний трактор.

### 1996—2000
В 1998—1999 роках на світовому ринку значно знизилися продажі, МТЗ зберіг свої позиції серед найбільших експортерів тракторів на ринках країн СНД і на найбільших світових ринках.
У 1999 році МТЗ виготовив 57,7 % від всіх тракторів, виготовлених країнами СНД. У цьому ж році завод розробив свою нову модель: 250-сильний трактор МТЗ-2522, універсальний за своїми можливостями.
У 2000 році до Дня білоруського тракторобудування в короткі терміни був спроектований і створений гусеничний трактор «Біларус-1802». У конструкції машини закладено низку принципових інженерних рішень.

### 2000—2007

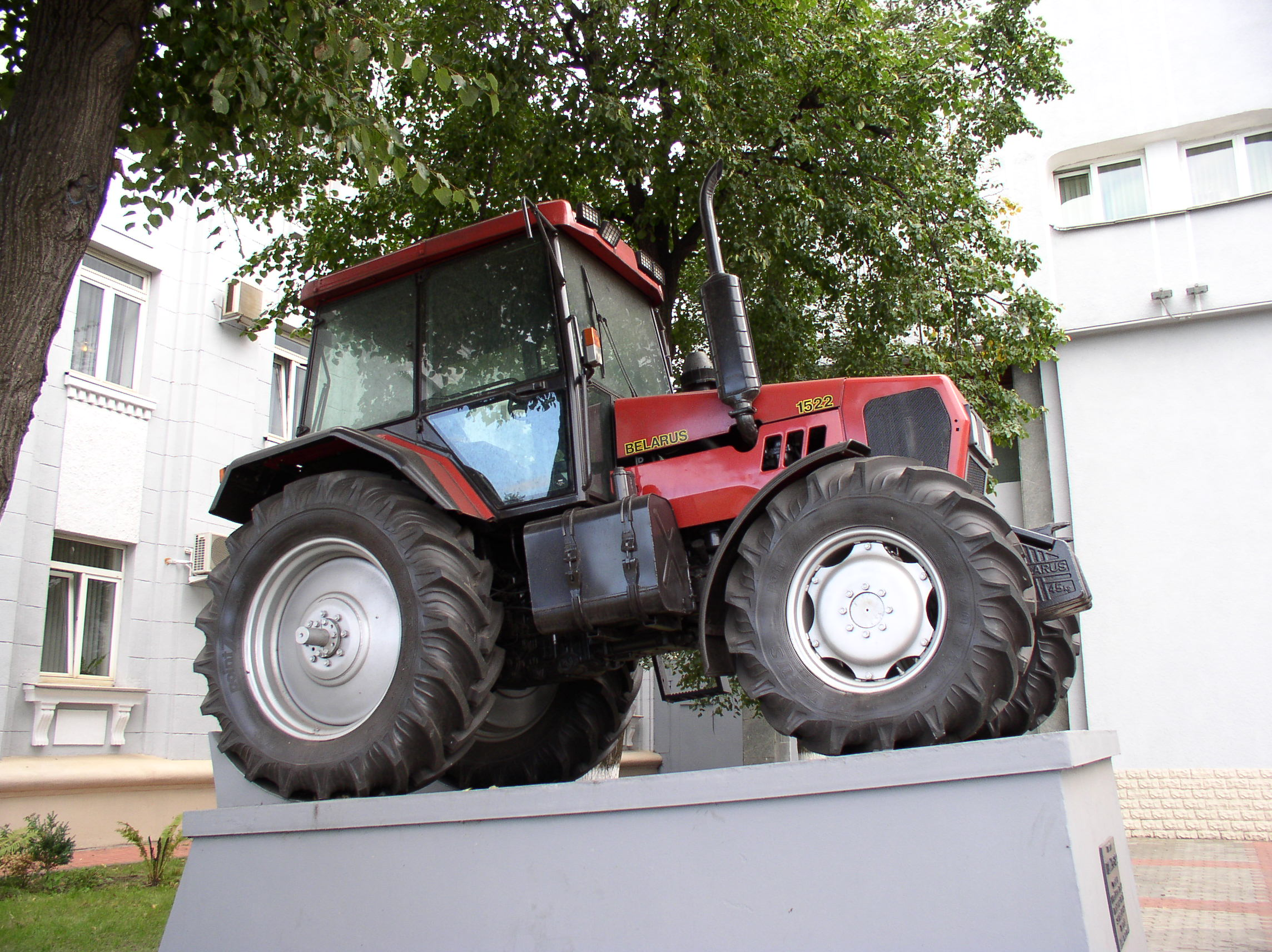
Трактор «Білорус-1522»

У 2002 році запрацював конвеєр зі складання тракторів «Білорус» у Києві на базі акціонерного товариства «Завод Ленінська кузня» концерну «Укрпромінвест».
У 2003 році на Мінському тракторному заводі виготовлені два дослідні зразки тракторів «Білорус МТЗ-2822» — це найпотужніші машини із серії колісних тракторів (280 к.с.).
У 2004 році випущено мільйонний трактор МТЗ-52, виробництво якого розпочалось в 1972 році. У машині були повністю замінені всі старі вузли та агрегати на нові, оскільки така модель вже давно не випускається на заводі.
У 2005 році на Мінському тракторному заводі було створено зразок надпотужного трактора на 360 к.с.
У 2006 році Мінський тракторний завод відзначив свій 60-річний ювілей. За особливі досягнення у господарському розвитку підприємству присуджено Почесний державний прапор Республіки Білорусь. До ювілею заводу був приурочений випуск дослідного зразка надпотужного трактора «Білорус» потужністю 450 к.с..
У 2007 році був зібраний перший зразок моделі «Білорус-2822ДЦ» в 280 кінських сил з німецьким двигуном «Дойц», який відповідає вимогам екологічних параметрів Tier 2А.
Розширена товаропровідна мережа підприємства за кордоном. Створено власні суб'єкти мережі в Румунії і Болгарії, нові складальні виробництва в Росії та Казахстані.

### Страйк 2020 року
У серпні 2020 частина працівників заводу долучилася до національного страйку з вимогою відставки керівника Білорусі Олександра Лукашенка.

## Міжнародні санкції
У 2022 році на тлі вторгнення Росії в Україну Канада та Україна ввели санкції проти МТЗ.